# Gadeon
Gadeon (gallese: Cadfan, latino: Catamanus, inglese: Gideon) è stato un sovrano e condottiero britanno, personaggio in gran parte leggendario, secondo la versione prevalente figlio di Conan Meriadoc, re di Dumnonia e Bretagna, e di Sant'Orsola.
Non è presente nei testi agiografici relativi alla madre. Appare invece nel racconto medievale gallese Il sogno di Macsen Wledig, ma come fratello di Conan.

## Biografia
Nacque probabilmente a Roma, dove i genitori si trovavano in pellegrinaggio. Conan, dovendo improvvisamente rientrare nei suoi possedimenti a causa della morte del suocero e del tentativo di invasione dell'Armorica da parte dei Sassoni, partì portando con sé Gadeon. Orsola si trattenne invece ancora a Roma; intraprese poi a sua volta il viaggio di ritorno ma morì a Colonia, martirizzata dagli Unni che avevano occupato la città.
Dopo la morte del padre, Gadeon ereditò un grande potere e una certa influenza nella Civitas Dumnoniorum, mentre il suo fratellastro, Gradlon, nato dal secondo matrimonio di Conan, ebbe l'Armorica.
Potrebbe essere divenuto decurione di Isca Dumnoniorum (probabile città di origine della madre, oggi facente parte di Exeter), dove morì presumibilmente attorno al 405, ancora giovanissimo. Ebbe un figlio, Guoremor.